# Alberto Triulzi
Alberto Ubaldo Triulzi Orozco (né le 6 janvier 1928 à Buenos Aires et mort le 26 octobre 1968) est un athlète argentin, spécialiste du 110 mètres haies et du sprint. Il obtient trois titres individuels aux championnats d'Amérique du Sud.

## Biographie
Athlète précoce, Alberto Triulzi remporte son premier titre national senior en 1944, à l'âge de 16 ans. Le 1er décembre 1945, il conserve son titre et bat le record national avec 14 s 7, ce qui égale le record sud-américain. En 1946 il abaisse le record continental à 14 s 3.
En 1947 il obtient trois médailles d'or aux championnats d'Amérique du Sud : au 110 m haies, au 200 mètres et au relais 4 × 100 mètres. Le 12 octobre 1947, il établit en 14 min 0 s un record d'Amérique du Sud qui tiendra plus de vingt ans, dans une course où le Suédois Håkan Lidman, deuxième dans le même temps, égale son record d'Europe. C'est le meilleur temps mondial pour un junior, avant que l'Allemand Martin Lauer descende sous les 14 s.
Alberto Triulzi participe aux Jeux olympiques de 1948, où il termine quatrième du 110 m haies derrière les trois Américains.
Après les Jeux, il reçoit une bourse à l'Université de Californie. Il égale son meilleur temps à deux reprises en 1951, avant de prendre sa retraite sportive et de s'établir définitivement aux États-Unis. Il meurt subitement en 1968, d'une crise cardiaque.

## Palmarès
| Date | Compétition                    | Lieu           | Résultat | Épreuve     | Performance |
| ---- | ------------------------------ | -------------- | -------- | ----------- | ----------- |
| 1947 | Championnats d'Amérique du Sud | Rio de Janeiro | 1er      | 200 m       | 22 s 0      |
| 1947 | Championnats d'Amérique du Sud | Rio de Janeiro | 1er      | 110 m haies | 14 s 7      |
| 1947 | Championnats d'Amérique du Sud | Rio de Janeiro | 1er      | 4 × 100 m   | 42 s 3      |
| 1948 | Jeux olympiques                | Londres        | 4e       | 110 m haies | 14 s 6      |
| 1949 | Championnats d'Amérique du Sud | Lima           | 3e       | 200 m       | 22 s 5      |
| 1949 | Championnats d'Amérique du Sud | Lima           | 1er      | 110 m haies | 14 s 5      |

## Records
| Épreuve     | Performance | Lieu         | Date            |
| ----------- | ----------- | ------------ | --------------- |
| 200 m       | 21 s 9      | Buenos Aires | 14 mars 1946    |
| 110 m haies | 14 s 0      | Buenos Aires | 12 octobre 1947 |